# Elft

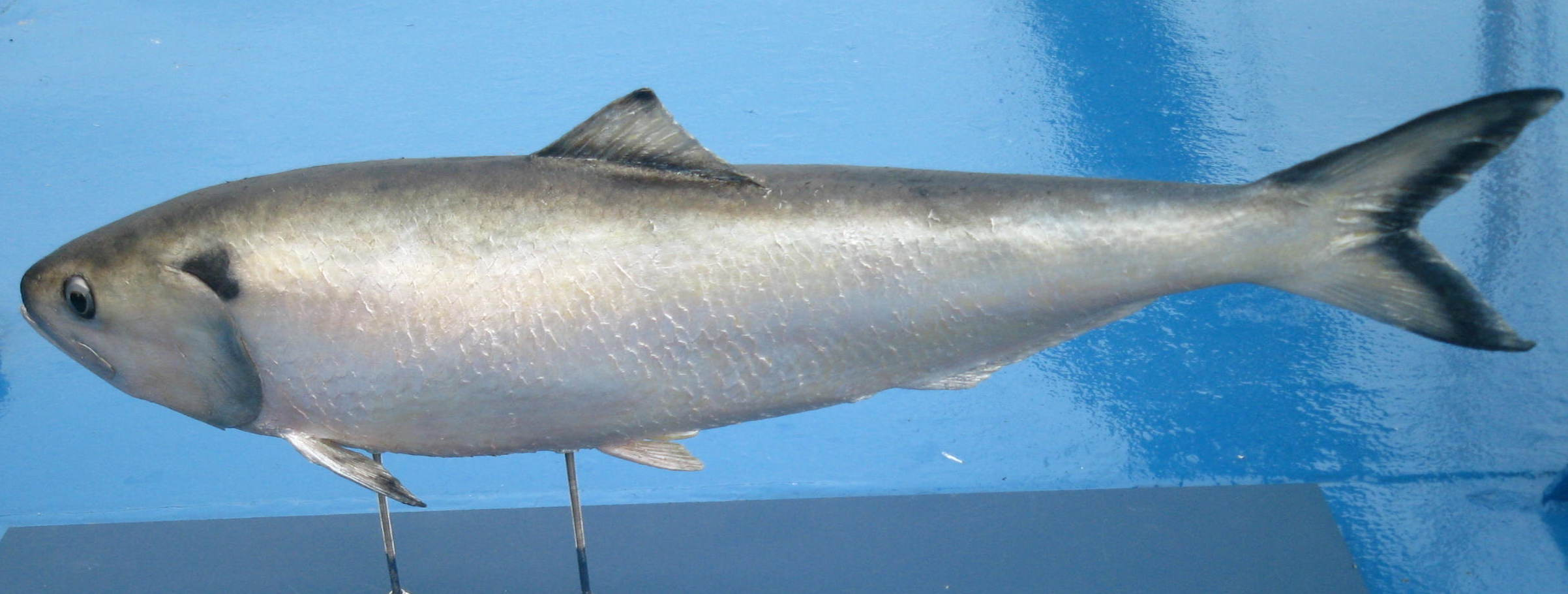
Geprepareerde elft

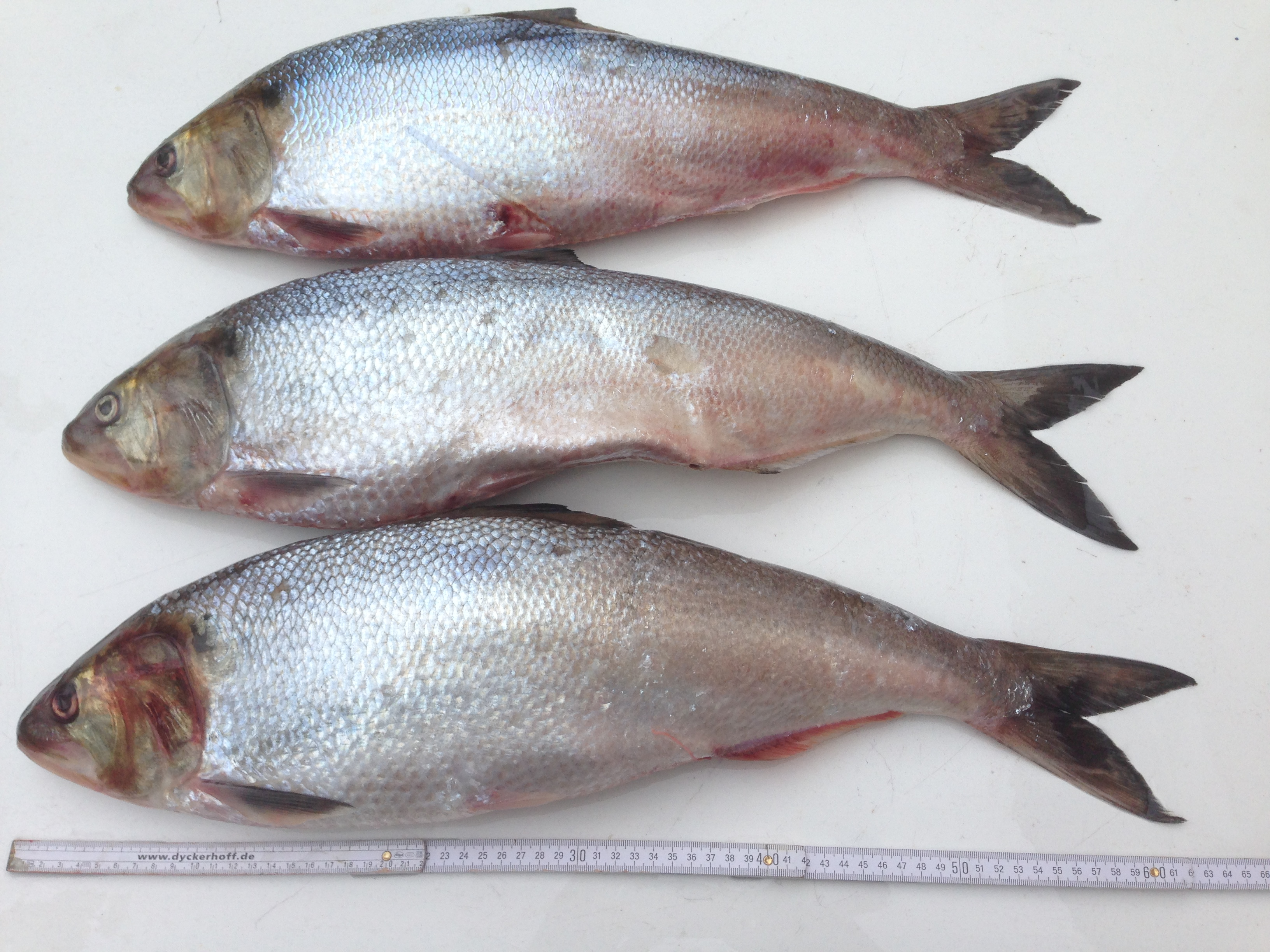
Elft

De elft (Alosa alosa) is een haringachtige, die paait in de bovenloop van rivieren en beken. Deze vis was inheems in de Benelux. Vissoorten zoals elft – die vooral in het voorjaar gevangen worden – worden ook wel meivis genoemd.

## Herkenning
De elft is een haringachtige vis van het geslacht Alosa evenals de fint. De volwassen dieren kunnen een lengte van 35–75 cm bereiken en een gewicht van 5 kg. De groei is niet snel: het duurt zeven jaar om een lengte van 50 cm te bereiken.
De haringachtige kenmerken zijn het zilverkleurige uiterlijk, de opvallende bovenkaak en de sterk gepunte staartvin. Opvallend is het oog dat met een doorzichtig vlies is overdekt.
Het onderscheid maken met de fint is vrij eenvoudig. De elft heeft één zwarte stip achter de kieuwdeksel, de fint heeft vijf of zes zwarte stippen op de flanken. Dit kenmerk is echter niet al te betrouwbaar. Anatomisch kunnen de soorten onderscheiden worden door de veel fijnere kieuwzeef van de elft: 90-120 uitsteeksels, tegen 40-60 voor fint).
In Nederland wordt de fint weer veel gezien in het kustwater, zodat er ook een erg grote kans is op hybriden, omdat de elft nog zeer zeldzaam is in deze wateren en dus een grote kans heeft om met een fint te paren.

## Verspreiding
De elft komt voor in de Europese kustwateren vanaf Noorwegen in een lange strook tot aan de Italiaanse westkust. Hij komt ook in de gehele Noordzee voor. In Frankrijk en Spanje zijn nog paaiplaatsen van de elft. In Frankrijk is de elft nog een geliefde vis bij vliegvissers, die de vis belagen bij de intrek op het zoete water. In de Benelux en Duitsland is de vis wel zo goed als uitgestorven. In Frankrijk komen nog vrij sterke populaties voor in de Rhône, de Durance en andere grotere waterlopen. Ook langs de kusten van Groot-Brittannië en Ierland komt de elft voor. In het zuiden van zijn verspreidingsgebied is de elft algemener dan in het noorden. Zoetwatergetijdengebieden, zoals vroeger de Biesbosch, vormen het opgroeigebied voor de jonge vis. Tussen 1969 en 1993 zijn in Nederland nog vier vangsten van de elft gedocumenteerd. In België werd de soort uitgestorven verklaard, maar in 2020 werd opnieuw een exemplaar gevonden; het was evenwel gestorven aan vervuiling.
Eind juli 2020 hebben onderzoekers van Rijkswaterstaat bij de Haringvlietsluizen meerdere elften aangetroffen. De elft werd voorheen als een in Nederland uitgestorven vissoort beschouwd. In Duitsland is sinds begin 21ste eeuw veel inspanning geleverd om de elft terug te krijgen. De sluizen in het Haringvliet stonden sinds enige tijd op een kier. Hierdoor kunnen verschillende vissen door deze sluizen zwemmen om zo in gebieden stroomopwaarts te gaan paaien.

## Leefwijze

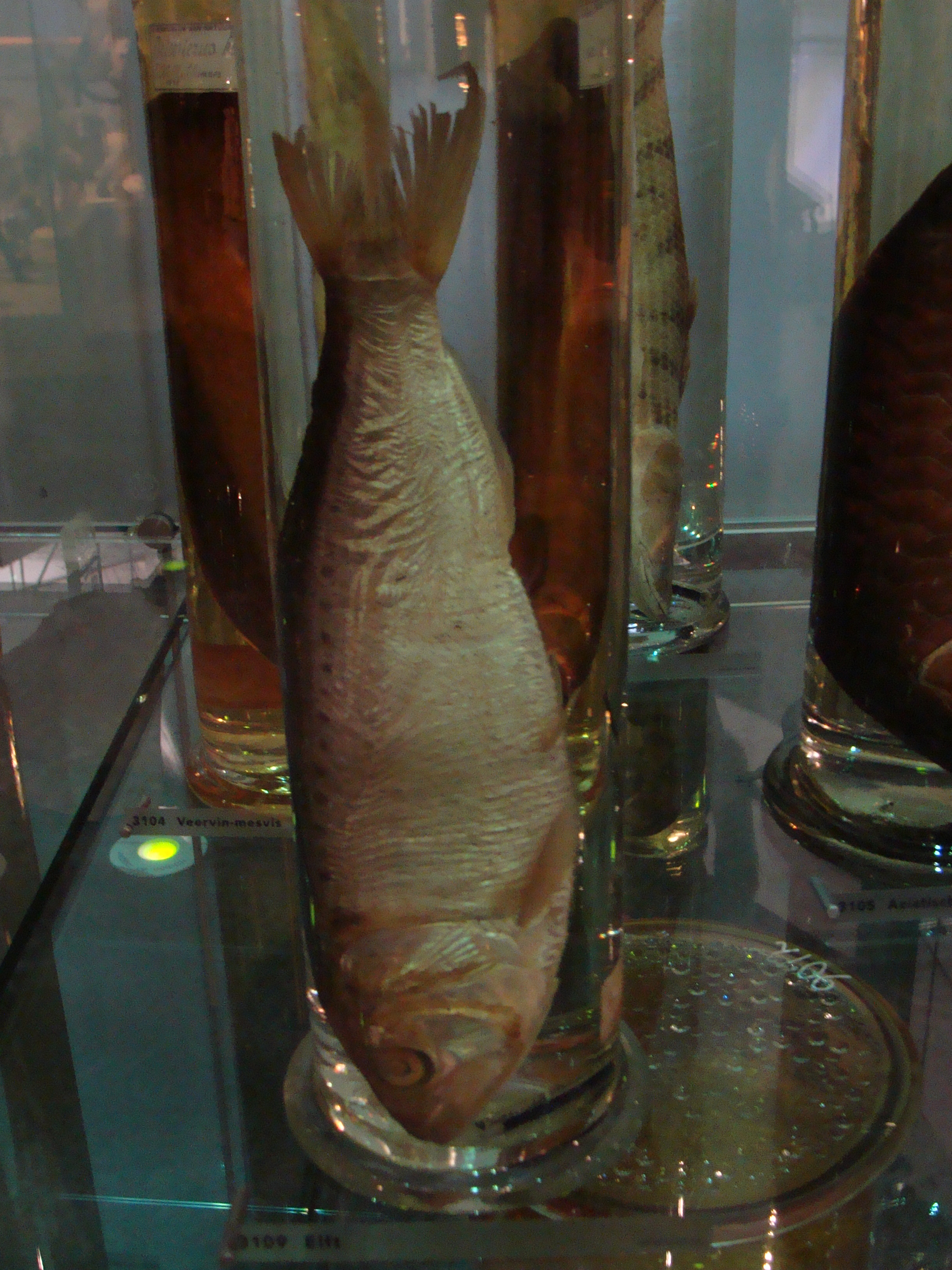
Een geconserveerde elft uit de collectie van Naturalis

In zee vormen ze pelagische scholen en jagen ze op kleine kreeftachtigen.
Volwassen elften trekken vanaf half maart terug naar de rivier om te paaien. Ze zetten eieren af in buitenbochten van de rivier met een bedekking van grind of grof zand en een matige stroming. Elften kunnen tot wel 700 km de rivier opzwemmen. De eieren zweven vrij over de bodem. De volwassen elften blijven nog tot het einde van de zomer in het zoete water en leven daar van ongewervelden. De nakomelingen blijven tot bij een lengte van 12 cm in het zoete water en trekken dan naar zee om verder op te groeien.

## Bescherming en herstel
Er bestond in de negentiende eeuw een intensieve visserij op elft. Tussen 1880 en 1912 daalden de vangsten met gemiddeld 8% per jaar; vanaf de jaren dertig geldt de elft als uitgestorven voor de Benelux. Daarom stond de elft als 'verdwenen' op de Nederlandse rode lijst uit 1998 en staat in de bijlage 2 en 5 van de Habitatrichtlijn. In 2004 is de elft van de Nederlandse rode lijst verwijderd omdat alleen soorten die zich in Nederland voortplanten op deze lijst staan. Wel heeft de Nederlandse overheid de taak om beschermingszones voor de elft aan te wijzen.
Herstel van een populatie in de grote rivieren is niet eenvoudig. Het is voor de elft namelijk vrijwel ondoenlijk om de grote rivieren op te trekken; sluizen en stuwen vormen te grote hindernissen voor een succesvolle herintroductie. Ook de paaiplaatsen in rivierbochten, zijarmen en nevengeulen zijn verdwenen door het wegbaggeren van grindbodems. Indertijd is ook slib gestort op bochten tussen de rivierkribben, waardoor de stand waarschijnlijk de nekslag heeft gekregen. Daarnaast is watervervuiling een probleem.
Mogelijke maatregelen om tot herintroductie te komen zijn in Nederland een ecologisch spuibeheer van het Haringvliet en mogelijk ook het IJsselmeer, de aanleg van vistrappen bij sluizen en stuwen en herstel van het oorspronkelijke paaibiotoop in Duitsland, België en Frankrijk.
In april 2020, in de nasleep van een vervuilingsramp (veroorzaakt door een Franse suikerraffinaderij), ontdekte het Instituut voor Natuur- en Bosonderzoek tijdens zijn monitoringwerk een volwassen elft te Kerkhove (Avelgem). De vis was evenwel dood.

### Links
- EU-LIFE-Projekt: Die Wiederansiedlung des Maifischs im Rheinsystem
- Poller Maigeloog, Maifisch